# Iwan Garanin
Iwan Iwanowitsch Garanin (russisch Иван Иванович Гаранин; * 1. August 1945 in Rudny, Kostanay) ist ein ehemaliger sowjetischer Skilangläufer.
Seinen ersten internationalen Auftritt hatte Garanin bei den Olympischen Winterspielen 1972 in Sapporo. Dabei konnte er über 50 km den 17. Platz belegen. Im selben Jahr siegte er bei den Svenska Skidspelen in Lycksele mit der Staffel.
Seine erste Medaille bei Weltmeisterschaften gewann er 1974 bei der Nordischen Ski-WM im schwedischen Falun, als er mit der Staffel den zweiten Platz erkämpfte. Über 50 km wurde Garanin Vierter. Bei den Olympischen Winterspielen zwei Jahre später in Innsbruck gewann er seine erste internationale Einzelmedaille – Bronze über 30 km. Ebenfalls Bronze gewann er wiederum mit der Staffel, über 15 km und 50 km erreichte er den vierten Rang. Im Jahr 1977 wurde er bei den Lahti Ski Games im 50-km-Lauf und mit der Staffel jeweils Dritter.
1977 konnte Garanin als erster sowjetischer Skilangläufer den Wasalauf für sich entscheiden. Im Jahr 1980 gewann er den Marcialonga. Insgesamt gewann er sieben nationale Titel.
Nach seiner aktiven Laufbahn arbeitet Garanin als Trainer in seiner Heimat Kasachstan.